# Нейман, Сьюзен
Сьюзен Нейман (англ. Susan Neiman; род. 27 марта 1955, Атланта, Джорджия) — американский философ-этик, культуролог и политический философ, историк философии, в особенности XVIII века; эссеистка и публичный интеллектуал. Доктор философии (1986), профессор. Директор потсдамского Einstein Forum (с 2000 года; Германия), прежде преподавала философию в Йеле и Тель-Авивском университете. Член Американского философского общества (2018) и Берлинско-Бранденбургской академии наук. Много лет проживает в Германии.

## Биография
Её родители были евреями. Выросла, где и родилась - в Атланте.
Тинейджером покинула дом и присоединилась к антивоенному движению против Вьетнамской войны.
В интервью 2010 года отмечала, что всегда хотела быть писателем.
Училась философии в Гарвардском университете (бакалавр, 1977; магистр философии, 1981). Там же получит степень доктора философии по философии под руководством Джона Ролза и Стэнли Кэвелла. В 1982-86 гг. училась философии в Свободном университете Берлина у Margherita von Brentano и Якоба Таубеса.
Попала в Берлин в 1982 году первоначально по программе Фулбрайта.
В 1992 году опубликовала мемуар о своей жизни еврейки в Берлине в 1980-х (всего провела в нем тогда шесть лет).
В 1989-96 гг. преподавала философию в Йельском университете.
В 1996—2000 гг. адъюнкт-профессор философии Тель-Авивского университета. Как отмечают, она переехала в еврейское государство в 1995 году, "в эпоху оптимизма после Осло, и уехала до Второй интифады".
Затем живёт в Германии, где с 2000 года является директором Форума Эйнштейна (Einstein Forum) в Потсдаме.
В 2000 г. научный сотрудник исследовательского центра Фонда Рокфеллера в Белладжо (Италия).
В 2006—2007 гг. член Института перспективных исследований (Нью-Джерси, США).
Состоит в Консультативном совете Института Гёте, член консультативного совета Eurozine.
Чтец Tanner Lecture в Мичиганском университете (2010).
Лауреат международной премии Спинозы (Spinozalens) (Нидерланды, 2014).
Почётный доктор Университета Санкт-Галлена (2014).
Автор многих эссе, регулярно пишет на политическую и культурную тематику в германских и американских медиа. Публиковалась в The New York Times, The New York Review of Books, The Globe and Mail, The Guardian, Die Zeit, Der Spiegel, Frankfurter Allgemeine Zeitung и многих других изданиях.
Есть трое взрослых детей. Проживает в Берлине.
Критик президента США Дж. Буша-младшего и симпатик Барака Обамы.
Высказывания
- «Сама ситуация, когда мизерная часть населения планеты невероятно наслаждается роскошью, в то время как в мире ежедневно умирает двадцать пять тысяч детей от болезней и голода, — это зло»[17].
- «Если сравнить наши музеи с германскими, становится очевидно, что американская история как будто покрыта слоем побелки»[18].
- Сталинский ГУЛАГ подорвал легитимность социалистических идеалов не более, чем инквизиция — христианские (Stalin’s Gulags no more undermined the legitimacy of socialist ideals than the Inquisition undermined Christian ones)[19].
- «Катастрофа Уолл-стрит показала, что капитализм не работает [уже] даже в экономике, не говоря уже о чём другом»[20].

О ней
- «Глубокая мудрость, мужество и дальновидность Сьюзан Нейман дают нам общественное представление о добре и возрожденное прогрессивное видение. Она — маяк света и надежды в эти морально падшие времена».
  - Корнел Уэст
- «Философия для Сьюзан Нейман — это боевое искусство».
  - Иван Крастев
- «Ее интеллектуальное бесстрашие заслуживает самого пристального и широкого внимания».
  - Тодд Гитлин[21]

## Книги
Автор девяти книг, переведенных на 15 языков. Редактор еще четырёх.
- Slow Fire: Jewish Notes from Berlin (Schocken, 1992)
- The Unity of Reason: Rereading Kant (Oxford University Press, 1994)
- Evil in Modern Thought (Princeton University Press, 2002)
- Fremde sehen anders (Suhrkamp, 2005)
- Moral Clarity: A Guide for Grown-up Idealists (Harcourt, 2008)
- Why Grow Up? (Penguin, 2014)
- Widerstand der Vernunft. Ein Manifest in postfaktischen Zeiten (Ecowin, 2017)
- Learning from the Germans: Race and the Memory of Evil (Farrar, Straus and Giroux, 2019)
- Left is not Woke, Polity Press, 2023